# Heteropterys dusenii
Heteropterys dusenii är en tvåhjärtbladig växtart som beskrevs av Franz Josef Niedenzu. Heteropterys dusenii ingår i släktet Heteropterys och familjen Malpighiaceae. Inga underarter finns listade i Catalogue of Life.